# ماندي هاجر
ماندي هاجر (بالإنجليزية: Mandy Hager)‏ هي كاتِبة نيوزيلندية، ولدت في 26 يوليو 1960.